# Albion Banerjee
Albion Banerjee. (Londres, Inglaterra, 1871-1950). Hijo de Sasipada Banerjee y su esposa Rajkumari, que habían viajado a Londres invitados por una comunidad de brahmanes bengalíes.
Estudió en Cambridge y viajó en 1903 a India donde se incorporó a la administración pública en la élite de funcionarios británicos de la India. Primer ministro en los estados de Kerala (1907-1914), bajo el reinado del Maharaja Rama Varma XV, que abdicó a la corona y anexó el estado a la India. En 1911 fue honrado con el título de Sir, de parte del Emperador Jorge V.
En 1917 volvió al gobierno central británico, desempeñándose como secretario de Asuntos Militares. Después de esta cartera fue derivado a la misma, pero en el estado de Jammu y Cachemira (1921-1927) hasta que fue ascendido a primer ministro del estado cachemiro, bajo el reinado del Maharajá Hari Singh.
Se retiró de la administración en 1930 y falleció en Londres, dos décadas más tarde.
| Predecesor: - | Primer ministro de Jammu y Cachemira 1927-1929 | Sucesor: G.E.C. Wakefield |

- Datos: Q4712544
- Multimedia: Albion Rajkumar Banerjee / Q4712544